# Ferrari 126 C2
La Ferrari 126 C2 è un'automobile monoposto sportiva di Formula 1, che gareggiò nel 1982 e, in versione "B", nella prima metà del 1983.
Vettura estremamente efficace e competitiva sia dal punto di vista meccanico che aerodinamico, garantì alla Ferrari la vittoria del campionato costruttori; non riuscì però a raggiungere il titolo piloti a causa dei gravi incidenti in cui furono coinvolte le sue guide, Gilles Villeneuve e Didier Pironi.

## Innovazioni tecniche

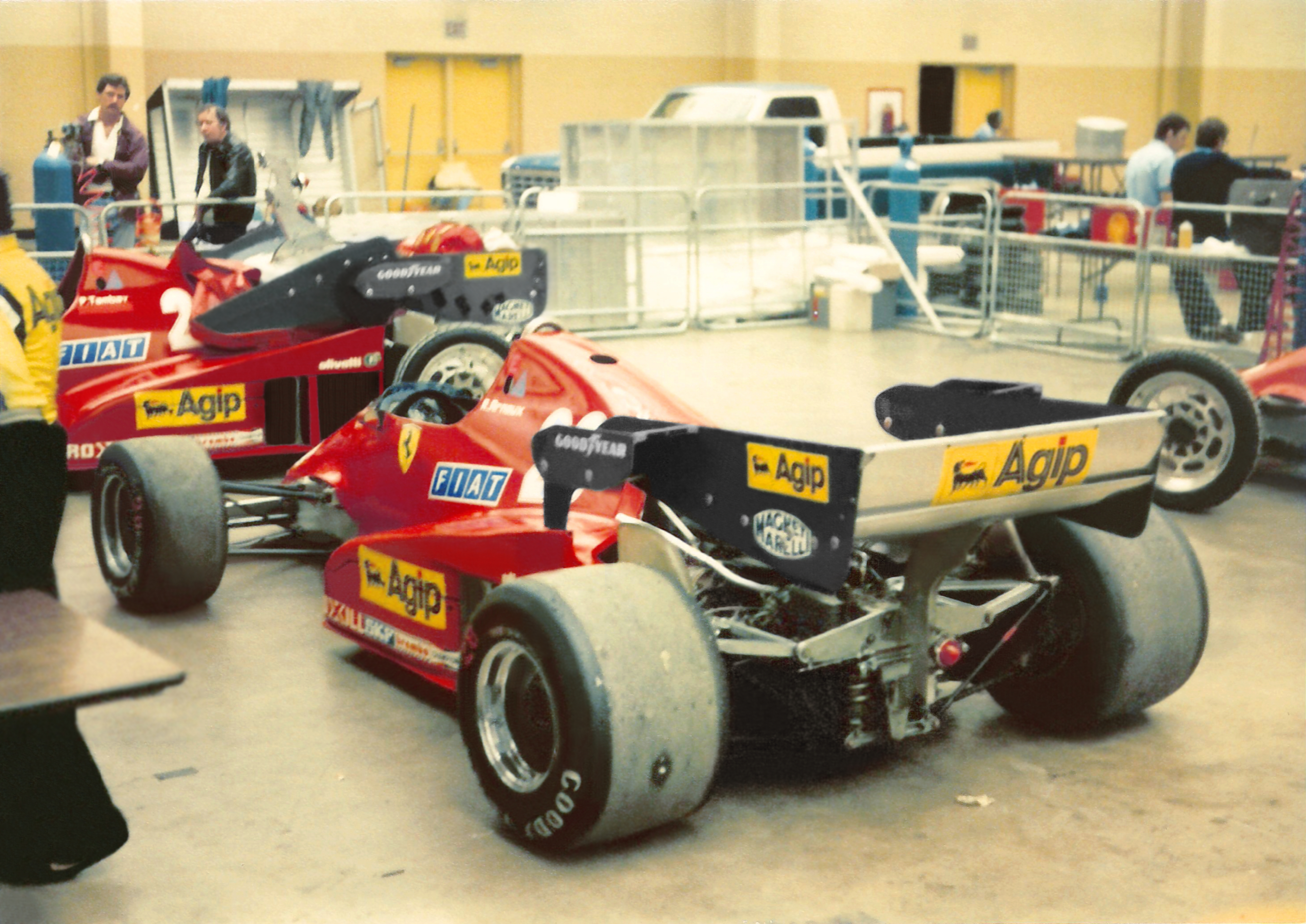
Una Ferrari 126 C2B al Gran Premio degli Stati Uniti d'America-Est 1983.

L'aerodinamica della monoposto venne sviluppata con lunghe sedute presso la galleria del vento della Pininfarina; ne risultò una vettura dalle forme morbide e arrotondate, con pance laterali sempre di notevoli dimensioni, inclinate in avanti e dotate di minigonne sul fondo. Il musetto presentava una forma spiovente e arrotondata, l'ala anteriore era notevolmente rimpicciolita rispetto agli anni precedenti, giacché l'effetto suolo sviluppato dal corpo macchina garantiva da solo una grande deportanza, rendendo superflua tale appendice aerodinamica (che nelle gare più veloci poteva anche essere del tutto eliminata).
Il motore era ancora una volta un V6 con un angolo tra le bancate di 120°, ulteriormente affinato sotto il profilo dell'affidabilità e della potenza (portata a 580 cavalli) e sovralimentato con due turbocompressori KKK.
A metà stagione 1982 sulla 126 C2 vennero introdotte all'avantreno le sospensioni di tipo pull rod (ideate anni prima da Gordon Murray della Brabham), che sostituirono quelle a bilanciere utilizzate fino ad allora. Questa soluzione all'anteriore sarà poi adottata dalla Ferrari fino alla fine del 1988, ovvero fino al termine della "era del turbo" in Formula 1.
Altra grande innovazione per la Ferrari fu il telaio in pannelli honeycomb di alluminio Hexcel incollati. Si trattava in realtà di una tecnologia ormai obsolescente, introdotta dalla McLaren nel 1976 con la M26 (e già sostituita un anno prima dalla casa inglese con la fibra di carbonio), ma comunque un passo in avanti rispetto all'ormai superato telaio tubolare irrigidito da pannelli di alluminio che la scuderia di Maranello aveva usato fino al 1981.
Un altro aspetto tecnico rilevante riguardò le gomme: dopo 4 anni di collaborazione con la Michelin, nel 1982 la Ferrari tornò a utilizzare pneumatici Goodyear.
La stagione 1982 fu segnata da vari dissidi in seno alla Formula 1: tra i più eclatanti vi fu quello legato allo scandalo dei "freni raffreddati ad acqua", inerente a uno stratagemma messo in atto dalle scuderie inglesi ancora con motore aspirato per barare sul peso e compensare la minore potenza del motore. La Ferrari non fu estranea a tale clima di tensione, come dimostrò l'episodio accaduto al GP di Long Beach: al fine di evidenziare — in maniera plateale — la necessità di una maggiore serietà nell'applicazione del regolamento, la Ferrari presentò un'ala posteriore composta da due alette sovrapposte sfalsate, lunghe ciascuna tanto quanto consentito dal regolamento, ovvero 110 cm, ma disposte in maniera tale da raddoppiare la larghezza della superficie alare totale. Il risultato fu che Gilles Villeneuve, che chiuse al terzo posto quella gara, venne squalificato (l'altro ferrarista Didier Pironi si era dovuto ritirare).

## Risultati nelle competizioni

### 1982
La grande competitività della 126 C2, che pure garantì alla Ferrari la vittoria nella coppa costruttori, fu sostanzialmente vanificata dai vari incidenti che la coinvolsero, che spinsero Nelson Piquet a definirla insicura e pericolosa. Nei primi anni 1980 infatti le vetture da corsa erano ancora ben lungi dall'essere considerate sicure: la robustezza delle scocche era ancora bassa, l'abitacolo delle monoposto era molto avanzato, con la pedaliera posizionata oltre l'asse anteriore (con grave pericolo per le gambe del pilota in caso di impatto frontale). Inoltre un altro grave pericolo era costituito dalla tendenza delle wing car a decollare in caso di urto con le ruote di altre vetture: questo fu esattamente ciò che accadde nell'incidente che costò la vita a Gilles Villeneuve e a quello che pose fine alla carriera di Didier Pironi.
Pironi tuttavia, prima dell'incidente, riuscì a ottenere due vittorie (GP San Marino e GP Olanda), a cui si aggiunse il successo di Patrick Tambay in Germania.
Dei 7 telai costruiti nel 1982, ben 4 andarono distrutti (due da Pironi durante test a Le Castellet, uno nell'incidente mortale di Villeneuve e un altro nel grave scontro che mise fuori gioco Pironi).

### 1983
Nel 1983, assunta la denominazione ufficiale di 126 C2B, la vettura venne sottoposta a una pesante revisione per ottemperare ai nuovi regolamenti tecnici che imponevano il fondo piatto e l'eliminazione delle "minigonne": venne completamente rivista l'aerodinamica con nuovi alettoni anteriori e posteriori e fiancate corte e spioventi. Venne anche introdotta una struttura deformabile anteriore, voluta anch'essa dai nuovi regolamenti. Anche la sospensione posteriore dopo poche gare fu rivista, passando alla soluzione "pull-rod". Riuscì ancora ad aggiudicarsi due vittorie, al GP San Marino con Patrick Tambay e GP Canada con René Arnoux, e a metà stagione fu sostituita dalla più moderna Ferrari 126 C3.

## Scheda tecnica
- Lunghezza: 4,333 m
- Larghezza: 2,110 m
- Altezza: 1,025 m
- Peso: 582 kg (571 kg il modello C2B)
- Carreggiata anteriore: 1,787 m
- Carreggiata posteriore: 1,644 m
- Passo: 2,657 m
- Trazione: posteriore
- Frizione: multidisco
- Cambio: trasversale tipo 025, 5-6 marce e retromarcia[8]
- Freni: a disco Brembo pinze in alluminio
- Motore: Ferrari tipo 021 V6 di 120°, cilindrata 1.496,43 cm³
- Alimentazione: iniezione indiretta Lucas, sovralimentazione con due turbocompressori KKK
- Valvole: 4 per cilindro
- Potenza: 580 cavalli a 11.000 giri

## Vetture costruite

Patrick Tambay su 126 C2 "B" (in primo piano) nel vittorioso Gran Premio di San Marino 1983

In totale vennero costruiti 11 esemplari. 8 di tipo 126 C2 (telai numerati 055 a 062, quest'ultimo poi convertito in versione B) e 3 di tipo 126 C2 "B" (telai 063, 064 e 065).
L'esemplare con telaio 061 (modificata a fine 1982 con fondo piatto e nuove pance laterali, nel quadro dello sviluppo della 126 C2B, per poi essere riportata - salvo che per alcuni dettagli, come il musetto - all’originaria conformazione C2) è stato preservato in condizioni di funzionamento e impiegato in esibizioni.
L'ultima vettura in versione "B" (telaio 065) fu provata da Michael Schumacher nel 1999, ma non si trattava già più della vettura a effetto suolo: tale versione aveva già il fondo piatto. Era la 126 C2B con cui Patrick Tambay vinse il G.P. di San Marino sul circuito intitolato, allora, al solo Dino Ferrari. La vettura era all'epoca di proprietà del pilota transalpino, grande amico di Gilles Villeneuve.
- Vetture senza cintura di rinforzo in carbonio attorno all'abitacolo
  - 126C2/055 Usato in una sola gara da Villeneuve nel 1982, distrutta durante dei test al circuito Paul Ricard.
  - 126C2/056 Usato in 6 gare da Pironi con la quale vinse il Gran Premio di San Marino 1982, distrutta in un test.
  - 126C2/057 Solo due gare: Villeneuve in Brasile e Tambay nei Paesi Bassi (con aggiunta di nuova sospensione e rinforzi carbonio).
  - 126C2/058 L'esemplare dell'incidente mortale di Villeneuve a Zolder. È anche quello con cui corse (ma venne squalificato) a Long Beach e a Imola
  - 126C2/059 2 gare con Pironi
- Vetture con rinforzi in carbonio e aggiornate con nuova sospensione
  - 126C2/060 3 gare con Pironi (vittoria in Olanda). Distrutta nel grave incidente che interruppe la carriera del pilota francese.
  - 126C2/061 4 gare con Tambay (vittoria in Germania), 2 con Andretti (pole a Monza)
- Vetture con telaio specificio per nuova sospensione
  - 126C2/062 1 gara con Tambay nel 1982, convertito nella versione "B" come vettura di riserva, fu usato una volta in gara da Tambay e una da Arnoux nel 1983
  - 126C2/063 vettura di riserva a Monza e Las Vegas, poi usata in test versione "B"
- Vetture costruite espressamente per 1983
  - 126C2/064 Usato in 7 gare da Arnoux con la quale vinse il Gran Premio del Canada 1983
  - 126C2B/065 Usato in 7 gare da Tambay con la quale vinse il Gran Premio di San Marino 1983

## Risultati completi
| Anno | Team                       | Motore                        | Gomme | Piloti     |     |     |     |   |    |    |   |   |   |   |   |    |   |    |   |     | Punti | Pos. |
| ---- | -------------------------- | ----------------------------- | ----- | ---------- | --- | --- | --- | - | -- | -- | - | - | - | - | - | -- | - | -- | - | --- | ----- | ---- |
| 1982 | Scuderia Ferrari SEFAC SpA | Ferrari Tipo 021 V6 turbo 1.5 | G     | Villeneuve | Rit | Rit | SQ  | 2 | NP |    |   |   |   |   |   |    |   |    |   |     | 74    | 1º   |
| 1982 | Scuderia Ferrari SEFAC SpA | Ferrari Tipo 021 V6 turbo 1.5 | G     | Tambay     |     |     |     |   |    |    |   |   | 8 | 3 | 4 | 1  | 4 | NP | 2 | NP  | 74    | 1º   |
| 1982 | Scuderia Ferrari SEFAC SpA | Ferrari Tipo 021 V6 turbo 1.5 | G     | Pironi     | 18  | 6   | Rit | 1 | NP | 2* | 3 | 9 | 1 | 2 | 3 | NP |   |    |   |     | 74    | 1º   |
| 1982 | Scuderia Ferrari SEFAC SpA | Ferrari Tipo 021 V6 turbo 1.5 | G     | Andretti   |     |     |     |   |    |    |   |   |   |   |   |    |   |    | 3 | Rit | 74    | 1º   |

| Anno | Team                       | Motore                      | Gomme | Piloti |    |     |   |   |     |     |     |   |  |  |  |  |  |  |  | Punti | Pos. |
| ---- | -------------------------- | --------------------------- | ----- | ------ | -- | --- | - | - | --- | --- | --- | - |  |  |  |  |  |  |  | ----- | ---- |
| 1983 | Scuderia Ferrari SEFAC SpA | Ferrari Tipo 021 V6 di 120° | G     | Tambay | 5  | Rit | 4 | 1 | 4   | 2   | Rit | 3 |  |  |  |  |  |  |  | 44    | 1º   |
| 1983 | Scuderia Ferrari SEFAC SpA | Ferrari Tipo 021 V6 di 120° | G     | Arnoux | 10 | 3   | 7 | 3 | Rit | Rit | Rit | 1 |  |  |  |  |  |  |  | 44    | 1º   |

| Legenda | 1º posto     | 2º posto | 3º posto    | A punti         | Senza punti/Non class.  | Grassetto – Pole position Corsivo – Giro più veloce |
| Legenda | Squalificato | Ritirato | Non partito | Non qualificato | Solo prove/Terzo pilota | Grassetto – Pole position Corsivo – Giro più veloce |

(*) Indica quei piloti che non hanno terminato la gara ma sono ugualmente classificati avendo coperto, come previsto dal regolamento, almeno il 90% della distanza totale.